# Cryptocorynetes haptodiscus
Espèce
Cryptocorynetes haptodiscus est une espèce de rémipèdes de la famille des Cryptocorynetidae.

## Distribution
Cette espèce est endémique des Bahamas. Elle se rencontre dans les grottes anchialines Dan's Cave de Great Abaco et Mermaid's Lair dans le système Old Freetown de Grand Bahama.

## Description
L'holotype mesure 9,8 mm.

## Publication originale
- Yager, 1987 : Cryptocorynetes haptodiscus, new genus, new species, and Speleonectes benjamini, new species, of remipede crustaceans from anchialine caves in the Bahamas, with remarks on distribution and ecology. Proceedings of the Biological Society of Washington, vol. 100, no 2, p. 302-320 (texte intégral).